# Linnaemya leucaspis
Linnaemya leucaspis là một loài ruồi trong họ Tachinidae.